# Fragments d'un paradis
Fragments d'un paradis est un roman de Jean Giono publié en 1948.

## Historique
Au printemps 1944, Jean Giono n'écrit pas mais dicte ce roman. Fin 1946, Giono décide de publier ce texte en édition de luxe illustrée.

## Résumé
Quittant l'Europe en guerre, L'Indien, un trois-mâts goélette, part pour cinq ans en exploration.

« Notre expédition a pour but avoué d'explorer la partie ouest de la terre de Graham, et d'effectuer des études sur la zoologie, la botanique, la géologie, la paléontologie, la bactériologie, l'hydrographie, l'océanographie, la météorologie, le magnétisme terrestre, l'électricité atmosphérique, et la gravité...»

Est-ce que L'Indien trouvera un fragment de paradis après l'escale à Tristan da Cunha ?

## Éditions
- 1948 - Fragments d'un paradis, G.Déchalotte à Paris.
- 1974 - Fragments d'un paradis, in "Jean Giono - Œuvres romanesques complètes", Tome III (1602 pages), Gallimard, Bibliothèque de la Pléiade, Édition établie par Robert Ricatte avec la collaboration Henri Godard, Janine et Lucien Miallet et Luce Ricatte,   (ISBN 2-07-010823-6)
- 1978 - Fragments d'un paradis, Collection L'Imaginaire (n° 20), Gallimard.